# Vilém Sole
PhDr. Vilém Sole (německy Wilhelm Sole, hebrejsky משה זאב סולה‎, 12. září 1908, Mukačevo – 19. října 1994, Jeruzalém) byl rabín působící na Moravě, ve Slezsku a v Izraeli a autor odborné literatury z oboru filozofie, filozofie náboženství, židovské filozofie a biblistiky. Působil jako sekretář rabínského soudu v Jeruzalémě.

## Životopis
Vilém Sole se narodil na podzim roku 1908 v Mukačevě a získal tradiční židovské vzdělání v chederu a obecné vzdělání na střední škole v Berehovu. Roku 1928 začal studovat Židovský teologický seminář ve Vratislavi (Jüdisch-Theologisches Seminar in Breslau), roku 1931 ovšem přešel na Vysokou školu pro vědu o židovství (Hochschule für die Wissenschaft des Judentums) v Berlíně, kde byl roku 1933 ordinován na rabína. Stejného roku obdržel titul doktora filozofie na Německé univerzitě v Praze.
Po dokončení studií působil nejdříve v židovské náboženské obci (ŽNO) ve Strážnici a od roku 1936 v ŽNO Frýdek. Později vykonával rabínské funkce také v ŽNO Nový Jičín. Zároveň předsedal spolku Mizrachi pro Moravskou Ostravu a okolí.
Roku 1939 emigroval do Palestiny a usadil se v Jeruzalémě. Prvních pět let pracoval jako úředník jeruzalémské židovské obce. Od roku 1945 až do odchodu do penze roku 1974 sloužil jako první tajemník rabínského soudu v Jeruzalémě.
Sole během svého života publikoval 26 knih z oboru filozofie náboženství, dějin obecné i židovské filozofie, židovského myšlení apod. Publikoval také množství článků v izraelských časopisech a novinách. Ve svých názorech byl liberální.
Vilém Sole zemřel roku 1994.